# Хорст Шноор
Хорст Шноор (на немски: Horst Schnoor) е бивш германски футболен вратар, роден на 11 април 1934 г. в Хамбург.
Шноор започва кариерата си в отбора на Лангенхорнер ТШФ, а през 1952 г. преминава в Хамбургер, където в продължение на 15 години е титулярен вратар. През 1967 г. е изместен от Аркоч Йозчан, а две години по-късно прекратява кариерата си. Въпреки че е вратар, има два отбелязани гола – през 1959 г. срещу Бремерхафен 93 (6:0) и през 1961 срещу Ноймюнстер (4:2).
Нямя мачове за националния отбор на Германия, като през 1960 попада в групата за мача срещу Ирландия. Има два мача за „Б“ отбора и един за младежите.
След като прекратява кариерата си се занимава с търговия с автомобили и е собственик на химическо чистене.

## Успехи
- 1 х Полуфинал за КЕШ: 1961
- 1 х шампион на Германия: 1960
- 1 х Носител на Купата на Германия: 1963
- 1 х Финалист за Купата на Германия: 1956
- 10 х шампион на Северна Германия: 1953, 1955, 1956, 1957, 1958, 1959, 1960, 1961, 1962 и 1963
- 5 х Носител на Купата на Северна Германия: 1953, 1956, 1957, 1959 и 1960
- 1 х Финалист за Купата на Северна Германия: 1958